# Élections législatives danoises de 1947
Les élections législatives danoises de 1947 ont eu lieu le 28 octobre 1947.

## Résultats

### Danemark métropolitain
| Inscrits                     | Inscrits                 | Inscrits                 | 2 434 749 |             |                       |                       |
| Abstentions                  | Abstentions              | Abstentions              | 345 734   | 14,2 %      |                       |                       |
| Votants                      | Votants                  | Votants                  | 2 089 015 | 85,8 %      |                       |                       |
|                              |                          |                          |           |             |                       |                       |
| Bulletins enregistrés        | Bulletins enregistrés    | Bulletins enregistrés    | 2 089 015 |             |                       |                       |
| Bulletins blancs ou nuls     | Bulletins blancs ou nuls | Bulletins blancs ou nuls | 50 629    | 2,42 %      |                       |                       |
| Suffrages exprimés           | Suffrages exprimés       | Suffrages exprimés       | 2 038 386 | 97,58 %     | 148 sièges à pourvoir | 148 sièges à pourvoir |
|                              |                          |                          |           |             |                       |                       |
| Liste                        | Tête de liste            |                          | Suffrages | Pourcentage | Sièges acquis         | Var.                  |
| Social-démocratie            | Hans Hedtoft             |                          | 834 089   | 40,92 %     | 57 / 148              | +9                    |
| Venstre                      | Knud Kristensen          |                          | 529 140   | 25,96 %     | 49 / 148              | +11                   |
| Parti populaire conservateur | Ole Bjørn Kraft          |                          | 259 324   | 12,72 %     | 17 / 148              | -9                    |
| Parti social-libéral danois  | Jørgen Jørgensen         |                          | 144 206   | 7,07 %      | 10 / 148              | -1                    |
| Parti communiste du Danemark | Aksel Larsen             |                          | 141 094   | 6,92 %      | 9 / 148               | -9                    |
| Parti de la justice          | Oluf Pedersen            |                          | 94 570    | 4,64 %      | 6 / 148               | +3                    |
| Unité danoise                | Arne Sørensen            |                          | 24 724    | 1,21 %      | 0 / 148               | -4                    |
| Parti du Schleswig           | Néant                    |                          | 7 464     | 0,37 %      | 0 / 148               |                       |
| Indépendants                 | Néant                    |                          | 3 775     | 0,19 %      | 0 / 148               |                       |

### Féroé
| Inscrits                    | Inscrits                 | Inscrits                 | 16 176    |             |                     |                     |
| Abstentions                 | Abstentions              | Abstentions              | 6 454     | 39,9 %      |                     |                     |
| Votants                     | Votants                  | Votants                  | 9 722     | 60,1 %      |                     |                     |
|                             |                          |                          |           |             |                     |                     |
| Bulletins enregistrés       | Bulletins enregistrés    | Bulletins enregistrés    | 9 722     |             |                     |                     |
| Bulletins blancs ou nuls    | Bulletins blancs ou nuls | Bulletins blancs ou nuls | 34        | 0,35 %      |                     |                     |
| Suffrages exprimés          | Suffrages exprimés       | Suffrages exprimés       | 9 688     | 99,65 %     | 2 sièges à pourvoir | 2 sièges à pourvoir |
|                             |                          |                          |           |             |                     |                     |
| Liste                       | Tête de liste            |                          | Suffrages | Pourcentage | Sièges acquis       | Var.                |
| Parti du peuple             | Thorstein Petersen       |                          | 4 135     | 42,68 %     | 1 / 2               | =                   |
| Parti de l'union            | Néant                    |                          | 2 754     | 28,43 %     | 1 / 2               | +1                  |
| Parti social-démocrate      | Néant                    |                          | 1 990     | 20,54 %     | 0 / 2               | =                   |
| Parti de l'autogouvernement | Néant                    |                          | 809       | 8,35 %      | 0 / 2               | =                   |

- (en) Cet article est partiellement ou en totalité issu de l’article de Wikipédia en anglais intitulé « Danish Folketing election, 1947 » (voir la liste des auteurs).